# Mare à Martin
Mare à Martin est un village de l'île de La Réunion, département d'outre-mer français dans le sud-ouest de l'océan Indien. Situé dans le nord du cirque naturel de Salazie, qui forme aussi une commune à part entière, il s'agit d'un îlet typique des Hauts. Lui-même surplombé par une localité encore plus petite que l'on ne peut atteindre qu'à pied, Bé Cabot, le village n'est desservi que par une route qui provient de Grand Îlet et dont il est le terminus.

## Annexe